# کولپاشفو
شهر کولپاشفو (به روسی: Колпашево) در کشور روسیه و در اوبلاست تومسک واقع شده‌است.